# Hikaru Nakahara
Hikaru Nakahara (中原 輝 Nakahara Hikaru?, Yamaga, Kumamoto, 8 de julio de 1996) es un futbolista japonés que juega como centrocampista en el Shimizu S-Pulse de la J1 League.

## Trayectoria
En 2019 se unió al Roasso Kumamoto. En 2021 jugó para el Montedio Yamagata antes de marcharse al Cerezo Osaka al año siguiente. Este lo cedió en julio de 2023 al Tokyo Verdy y en 2024 fichó por el Sagan Tosu.

## Clubes
| Club                 | País  | Año       |
| -------------------- | ----- | --------- |
| Roasso Kumamoto      | Japón | 2019-2020 |
| Montedio Yamagata    | Japón | 2021      |
| Cerezo Osaka         | Japón | 2022-2023 |
| Tokyo Verdy (cedido) | Japón | 2023      |
| Sagan Tosu           | Japón | 2024      |
| Shimizu S-Pulse      | Japón | 2025-     |